# روتانا سينما
روتانا سينما هي قناة سعودية تابعة لشركة روتانا تقوم ببث أفلام أو برامج سينيمائية على مدار اليوم. افتتحت في 31 ديسمبر 2004، ويرأسها الأمير الوليد بن طلال، وقد اشهترت لتصبح أشهر قنوات روتانا، وتقوم هذه القناة بعرض الأفلام العربية القديمة والحديثة وتقوم أيضاً بعرض برنامج النشرة الفنية الذي يناقش ويعرض أبرز الأفلام الحديثة.

## الشعار
اتخذت روتانا سينما شعار قد علق في أذهان الكثير من الناس وهو الكرة الخضراء التي تحوي حرف الراء داخلها وتم تعديله أخيرا إلى كرة فضية اللون وبها حرف الراء باللون الأزرق؛ وهناك شعار قد وضعته د.هالة سرحان المذيعة بنفس القناة وهو (روتانا سينما...مش هتقدر تغمض عينيك).

## إنشاء قناة جديدة
في عام 2016[بحاجة لمصدر] تم افتتاح قناة روتانا سينما جديدة بمسمى «روتانا سينما السعودية» مع تغيير اسم القناة الأولى من «روتانا سينما» إلى «روتانا سينما المصرية» وكلاهما يحوي نفس المضمون مع اختلاف عروض الأفلام.

## انظر ايضاً
- روتانا دراما
- روتانا خليجية
- روتانا كوميدي
- روتانا كيدز
- روتانا موسيقى
- روتانا
- روتانا أفلام
- روتانا كلاسيك
- ال بي سي الفضائية اللبنانية